# Jerzy Stefan Stawiński
Jerzy Stefan Stawinski, né le 1er juillet 1921 et a vécu son enfance à Varsovie dans le quartier de Żoliborz et mort le 12 juin 2010, est un réalisateur et scénariste polonais.

## Biographie
Durant la Seconde Guerre mondiale, il participe activement à la résistance et en 1944 combat durant l'Insurrection de Varsovie. 
Après la Seconde Guerre mondiale, il étudie à la faculté de Droit de l'université de Varsovie, où en 1952 il reçoit un diplôme de maîtrise.
Il commence sa carrière cinématographique en 1957. Il scénarise plus d'une trentaine de films, notamment Ils aimaient la vie d'Andrzej Wajda en 1957 et Un grand amour de Balzac de Jacqueline Audry et Wojciech Solarz en 1973.
Il réalise six films entre 1964 et 1975.

## Filmographie

### Réalisateur
- 1964 : Pas de divorce (Rozwodów nie bedzie)
- 1965 : Le Pingouin (Pingwin)
- 1966 : Veillée de fête (Wieczór przedswiateczny)
- 1971 : Qui croit aux cigognes ? (Kto wierzy w bociany?)
- 1974 : L'Heure de pointe (Godzina szczytu)
- 1975 : L'Anniversaire de Mathilde (Urodziny Matyldy)
- 1979 : Bilet powrotny (Le billet de retour)

### Scénariste
Jerzy Stefan Stawinski est scénariste des six films qu'il a réalisé.
- 1957 : Ils aimaient la vie (Kanał) d'Andrzej Wajda
- 1957 : Un homme sur la voie (Człowiek na torze) d'Andrzej Munk
- 1958 : Eroica d'Andrzej Munk
- 1960 : De la veine à revendre d'Andrzej Munk
- 1960 : Les Chevaliers teutoniques d'Aleksander Ford